# Campeonato Mundial de Parkour de 2022
El I Campeonato Mundial de Parkour se celebró en Tokio (Japón) entre el 14 y el 16 de octubre de 2022 bajo la organización de la Federación Internacional de Gimnasia (FIG) y la Federación Japonesa de Gimnasia.
Las competiciones se realizaron en el Parque Deportivo Urbano de Ariake de la capital japonesa. 

## Medallistas

### Masculino
| Evento               | Oro                                    | Plata                              | Bronce                                      |
| -------------------- | -------------------------------------- | ---------------------------------- | ------------------------------------------- |
| Velocidad (16.10)    | Bohdan Kolmakov · Ucrania · 25,250     | Andrea Consolini · Italia · 25,840 | Tangui van Schingen · Países Bajos · 26,370 |
| Estilo libre (15.10) | Dimitrios Kyrsanidis · Grecia · 26,000 | Teng Gaozheng China 25,500         | Davide Rizzi · Italia · 24,500              |

### Femenino
| Evento               | Oro                                | Plata                              | Bronce                                   |
| -------------------- | ---------------------------------- | ---------------------------------- | ---------------------------------------- |
| Velocidad (15.10)    | Miranda Tibbling · Suecia · 32,820 | Stefanny Navarro · España · 35,030 | Lilou Ruel Francia 35,650                |
| Estilo libre (16.10) | Ella Bucio · México · 27,000       | Hanaho Yamamoto Japón 25,000       | Adéla Měrková · República Checa · 24,500 |

## Medallero
| Núm. | País            | Oro | Plata | Bronce | Total |
| ---- | --------------- | --- | ----- | ------ | ----- |
| 1    | Grecia          | 1   | 0     | 0      | 1     |
| 1    | México          | 1   | 0     | 0      | 1     |
| 1    | Suecia          | 1   | 0     | 0      | 1     |
| 1    | Ucrania         | 1   | 0     | 0      | 1     |
| 5    | Italia          | 0   | 1     | 1      | 2     |
| 6    | China           | 0   | 1     | 0      | 1     |
| 6    | España          | 0   | 1     | 0      | 1     |
| 6    | Japón           | 0   | 1     | 0      | 1     |
| 9    | Francia         | 0   | 0     | 1      | 1     |
| 9    | Países Bajos    | 0   | 0     | 1      | 1     |
| 9    | República Checa | 0   | 0     | 1      | 1     |
|      | TOTAL           | 4   | 4     | 4      | 12    |